# Державне управління
Держа́вне управлі́ння (публічне управління) — вид діяльності держави, здійснення управлінського організуючого впливу шляхом використання повноважень виконавчої влади через організацію виконання законів, здійснення управлінських функцій з метою комплексного соціально-економічного та культурного розвитку держави, її окремих територій, а також забезпечення реалізації державної політики у відповідних сферах суспільного життя, створення умов для реалізації громадянами їх прав і свобод.
Державне управління є складовою політичного управління, тобто є процесом реалізації державної виконавчої влади як засобу функціонування будь-якої соціальної спільноти. У деяких країнах (наприклад, у Хорватії) цією діяльністю держави відає окреме міністерство.

## Інші визначення
Державне управління — це діяльність державних органів виконавчої влади, яка полягає в організації виконання законів і нормативно-правових актів, здійсненні розпорядження ресурсами загальнодержавної власності, з метою комплексного соціально-економічного розвитку, а також забезпечення реалізації державної політики у відповідних сферах життя.
Державне управління — це форма практичної реалізації виконавчої влади. Державне управління є категорією організаційно-правовою, а виконавча влада — політико-правовою. Тому виділяють два поняття державного управління: 1) як усієї діяльності держави; 2) як діяльності виконавчої влади.

## Риси державного управління
Виділяють такі риси державного управління, що розкривають його сутність:
1. Державне управління завжди являє собою певну організуючу діяльність, у результаті якої виникають конкретні, управлінські за змістом відносини.
2. Необхідною умовою їх виникнення є наявність суб'єкта, наділеного владними повноваженнями для здійснення управлінських функцій.
3. Для виникнення управлінських відносин, крім суб'єкта, у них повинен брати участь також і об'єкт (об'єкти), на діяльність якого спрямовується управлінський вплив суб'єкта.
4. Характер відносин, які виникають між ними, завжди є владним, а в умовах державного управління — державно-владним, причому цими повноваженнями наділена завжди одна сторона — суб'єкт управління, а об'єкт управління є лише виконавцем вказівок і директив, що надходять від суб'єкта.
5. Організуюча діяльність державно-владного характеру полягає у виконанні та розпорядництві згідно з вимогами X, тобто є підзаконною, ґрунтується на чинному законодавстві.
6. Управлінський вплив, який виникає під час цієї організуючої діяльності і налагодження управлінських відносин, може мати різний за своїми параметрами характер: це і державне регулювання, і централізоване керівництво, і оперативне управління.
7. Державне управління, функціонуючи у правовому полі чинного законодавства, у випадку його порушення, тягне за собою юридичну відповідальність.
Людвіг фон Мізес один з основоположників Австрійської школи економіки в своїй книзі "Бюрократія" писав: "У державному управлінні немає зв'язку між доходами і витратами".

## Ознаки державного управління
Можна відокремити такі найхарактерніші ознаки державного управління: 1) виконавчо-розпорядчий характер; 2) підзаконність; 3) масштабність та універсальність; 4) ієрархічність; 5) організуючий характер.
Виконавчо-розпорядчий характер означає, що державне управління становлять два взаємопов'язаних аспекти: виконавча та розпорядча діяльність. Органи, які здійснюють державне управління, — це виконавчі структури, що й відображено в їх назві (органи виконавчої влади). Основним їх призначенням є організація виконання законодавчих актів, прийнятих парламентом, та актів глави держави. Разом з тим, реалізація даної функції є неможливою без здійснення певних розпорядчих дій. Розпорядча діяльність реалізується: по-перше, через видання загальнообов'язкових нормативно-правових актів (постанов, положень, наказів, розпоряджень тощо); по-друге, в організації виконання зазначених приписів; по-третє, в здійсненні контролю за їх виконанням.
Підзаконність державного управління розуміється як здійснення виконавчо-розпорядчої діяльності на основі правових норм, головне місце серед яких належить Конституції, законам, актам глави держави. Саме вони створюють правову базу для здійснення державного управління і визначають межі його виконавчого спрямування, головні засоби досягнення цілей.
Масштабність державного управління означає, що ця державно-управлінська діяльність є найоб'ємнішою в державі. Вона розповсюджується на всю її територію та величезну кількість об'єктів управління. До сфери його безпосереднього відання належать правові, інформаційні, економічні, фінансові, технічні, організаційні, людські та інші ресурси, що є в наявності у держави.
Універсальність державного управління виражається через діяльність органів виконавчої влади, яка є безперервною, тобто вона неможлива без повсякденного і постійного управлінського впливу на суспільні відносини, охоплюючи всі, без винятку, сфери суспільного життя та здійснюється на всіх рівнях управління — від центру до регіонів та конкретних територій.
Ієрархічність полягає в тому, що система органів виконавчої влади побудована на засадах чіткої підпорядкованості та субординації нижчестоящих органів вищестоящим.
Організуючий характер державного управління виражається через його управлінський вплив, спрямований на організацію спільної праці членів суспільства, соціальних колективів, організацій з метою забезпечення життєдіяльності держави та забезпечення добробуту її громадян із застосуванням для цього засобів виробництва, природних ресурсів, матеріальних та інших цінностей.